# عرب (روستا)
 عرب  به عربی ( عَرّب  )، روستایی است در دهستان بنو الَمَنبة از توابع استان استان صَنعاء در کشور یمن در شبه جزیره عربستان.

## جمعیت
جمعیت آن (۲۱۱) نفر (۱۱ خانوار) می‌باشد.